# Federación Bautista Europea
La Federación Bautista Europea (FBE) (en inglés European Baptist Federation - EBF) es una fraternidad de 51 asociaciones de iglesias bautistas europeas, del Medio Oriente y de Eurasia. Al mismo tiempo, es una de las seis agrupaciones regionales con representación en la Alianza Bautista Mundial. Su sede central se encuentra en la ciudad de Ámsterdam, Países Bajos. 

## Historia
La FBE fue fundada en la ciudad de Rüschlikon, Suiza en el año 1949. Desde 1990, la afiliación a la Federación ha ido en continuo aumento hasta abarcar prácticamente a cada país de Europa y también cinco uniones bautistas en el Medio Oriente. Ese mismo año, participó en la fundación del Centro Internacional de Estudios Teológicos Bautistas en Rüschlikon, Suiza. Según un censo publicado en 2022, reclamó 59 denominaciones miembros en 52 países, 24,000 iglesias y 800,000 miembros.